# Coyah (prefectuur)
Coyah is een prefectuur in de regio Kindia van Guinee. De hoofdstad is Coyah. De prefectuur heeft een oppervlakte van 1.150 km² en heeft 263.861 inwoners.
De prefectuur ligt in het westen van het land, vlak bij de Atlantische kust. De huidige prefectuur Dubréka behoorde vroeger toe aan Coyah.

## Subprefecturen
De prefectuur is administratief verdeeld in 4 sub-prefecturen:

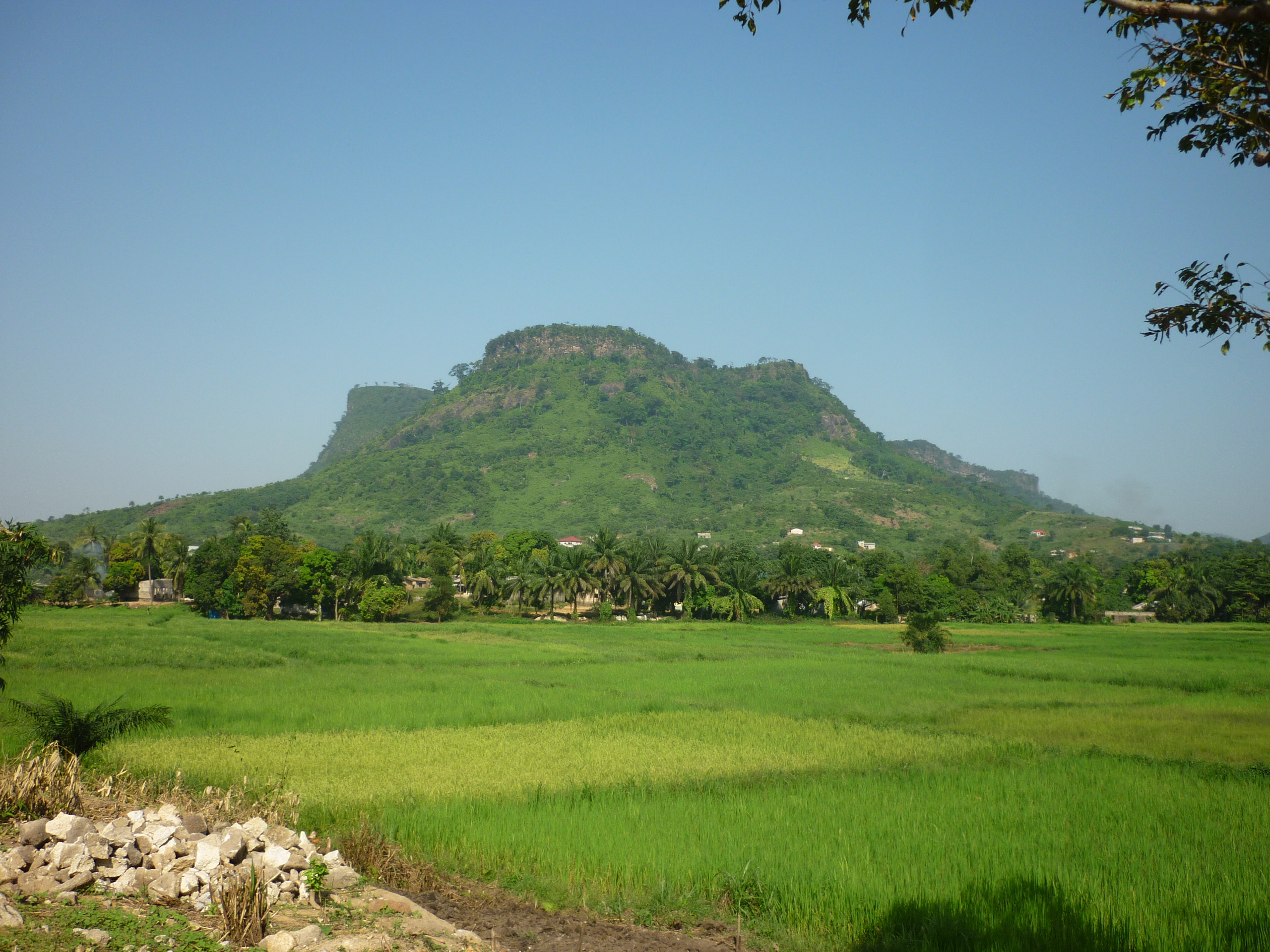
Berg in Coyah

1. Coyah-Centre
2. Kouriah
3. Manéah
4. Wonkifong